# Adina Pintilie

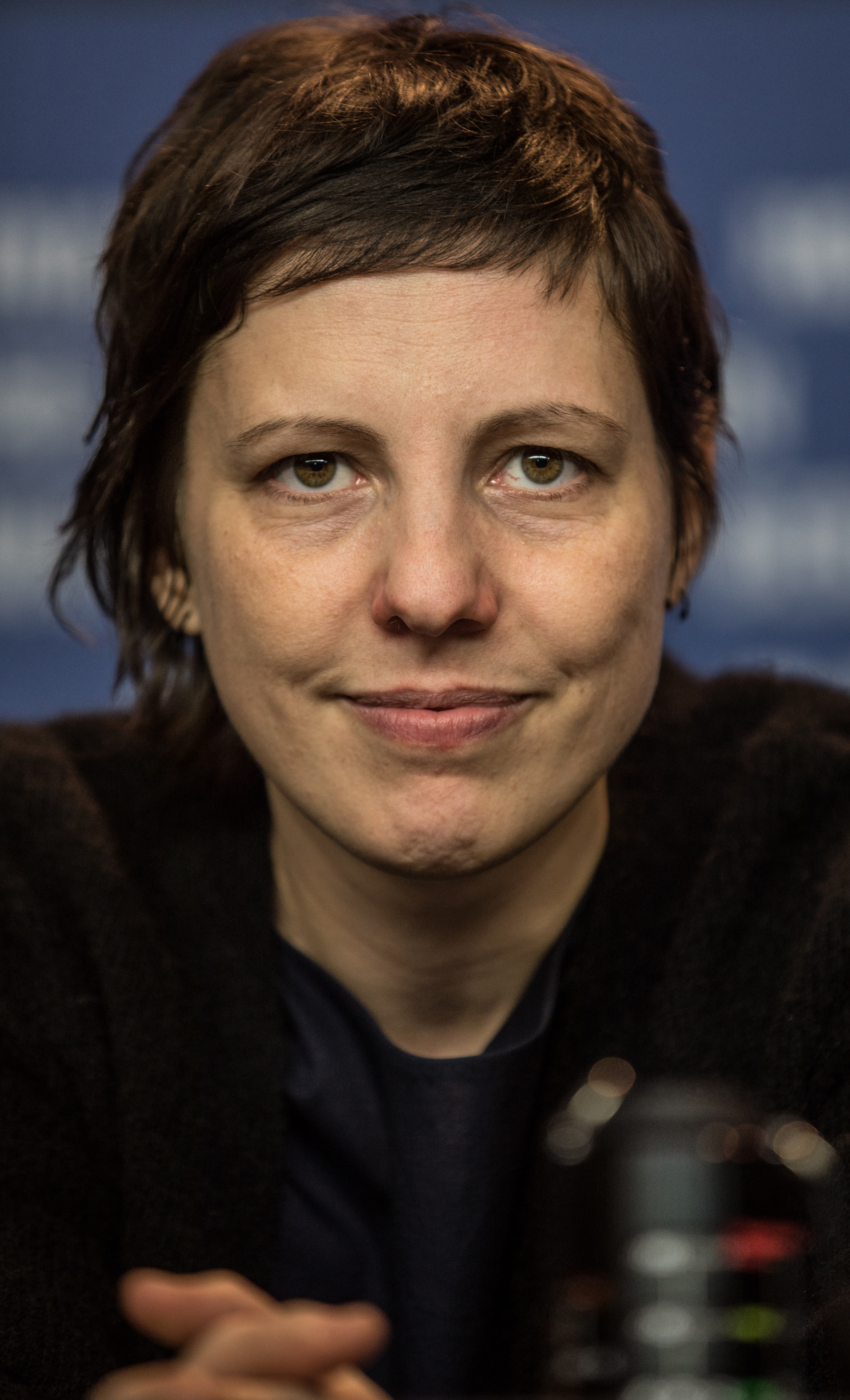
Adina Pintilie auf der Berlinale 2018

Adina Pintilie (* 12. Januar 1980 in Bukarest) ist eine rumänische Filmregisseurin.

## Leben
Adina Pintilie absolvierte 2008 erfolgreich ihr Examen an der Nationaluniversität der Theater- und Filmkunst „Ion Luca Caragiale“. Mit ihrer von ARTE France produzierten Dokumentation Nu te supăra, dar... nahm sie 2007 an mehreren renommierten Filmfestivals teil, darunter dem Internationalen Filmfestival Warschau und dem Locarno Festival und gewann unter anderem die Goldene Taube des DOK Leipzig 2007.
Mit ihrem Langfilmdebüt Touch Me Not nahm sie an der Berlinale 2018 teil. Der als kontrovers wahrgenommene Experimentalfilm wurde mit dem Goldenen Bären ausgezeichnet. Im Jahr 2021 ist sie Teil der Jury der 71. Internationalen Filmfestspiele Berlin.
Seit dem Wintersemester 2022/2023 ist Pintilie als Nachfolgerin von Pepe Danquart Professorin für Dokumentarfilm an der Hochschule für bildende Künste Hamburg.

## Filmografie (Auswahl)
- 2007: Nu te supăra, dar...
- 2009: Balastiera #186
- 2010: Oxigen
- 2013: Diary #2
- 2018: Touch Me Not